# アイスホッケーアメリカ合衆国代表
アイスホッケー男子アメリカ合衆国代表（アイスホッケーだんしアメリカがっしゅうこくだいひょう、英語: United States men's national ice hockey team）は、オリンピックを始めとする国際大会に出場するアメリカのアイスホッケーの男子ナショナルチーム。

## オリンピックの成績
- 金メダル：2
  - 1960、1980

## 世界選手権の成績
- 優勝：2
  - 1933, 1960